# Берглоф, Рой
Рой Хо́льгер Бе́рглоф (швед. Roy Holger Berglöf; 24 апреля 1926 — 27 июля 2017, Карлстад) — шведский кёрлингист и хоккеист с мячом.
В составе мужской сборной Швеции по кёрлингу участник двух чемпионатов мира (лучший результат — четвёртое место в 1968). Двукратный чемпион Швеции среди мужчин, чемпион Швеции среди смешанных команд, пятикратный чемпион Швеции среди ветеранов.
Играл в основном на позициях четвёртого и третьего.
В 1972 введён в Зал славы шведского кёрлинга (швед. Stora Curlare).
В составе мужской сборной Швеции по хоккею с мячом — бронзовый призёр чемпионата мира по хоккею с мячом 1957.

## Достижения
Кёрлинг:
- Чемпионат Швеции по кёрлингу среди мужчин: золото (1968, 1971).
- Чемпионат Швеции по кёрлингу среди смешанных команд: золото (1970).
- Чемпионат Швеции по кёрлингу среди ветеранов: золото (1980, 1984, 1988, 1990, 1992)[5].

Хоккей с мячом:
- Чемпионат мира по хоккею с мячом: бронза (1957).
- Чемпионат Швеции по хоккею с мячом: серебро (1952).

## Кёрлинг-команды
| Сезон                          | Четвёртый          | Третий          | Второй         | Первый              | Запасной        | Турниры                      |
| ------------------------------ | ------------------ | --------------- | -------------- | ------------------- | --------------- | ---------------------------- |
| 1967—68                        | Рой Берглоф        | Челль Гренгмарк | Свен Карлссон  | Стиг Хоканссон      |                 | ЧШМ 1968 · ЧМ 1968 (4 место) |
| 1970—71                        | Рой Берглоф        | Челль Гренгмарк | Эрик Берглоф   | Ларс-Эрик Хоканссон |                 | ЧШМ 1971 · ЧМ 1971 (5 место) |
| 1979—80                        | Rune Forsberg      | Челль Гренгмарк | Рой Берглоф    | Uno Jansson         |                 | ЧШВ 1980                     |
| 1983—84                        | Lennart Hemmingson | Рой Берглоф     | Стиг Хоканссон | Sven Gustafson      |                 | ЧШВ 1984                     |
| 1987—88                        | Lennart Hemmingson | Стиг Хоканссон  | Sven Gustafson | Рой Берглоф         | Челль Гренгмарк | ЧШВ 1988                     |
| 1989—90                        | Lennart Hemmingson | Рой Берглоф     | Стиг Хоканссон | Челль Гренгмарк     |                 | ЧШВ 1990                     |
| 1991—92                        | Рой Берглоф        | Челль Гренгмарк | Стиг Хоканссон | Sven Gustavsson     |                 | ЧШВ 1992                     |
| Кёрлинг среди смешанных команд |                    |                 |                |                     |                 |                              |
| 1969—70                        | Lennart Hemmingson | Maggie Berglöf  | Рой Берглоф    | Ingegerd Hemmingson |                 | ЧШСК 1970                    |

(скипы выделены полужирным шрифтом)

## Частная жизнь
Его сын Эрик Берглоф — тоже кёрлингист, они вместе выступали на чемпионате мира 1971.